# Mārtiņš Grundmanis
Mārtiņš Grundmanis (ur. 18 listopada 1913, zm. 30 listopada 1944 w Rydze) – łotewski koszykarz, olimpijczyk, reprezentant klubów JKS i ASK Ryga.
Mistrz Europy w koszykówce z 1935 roku, dwa lata później Łotysze uplasowali się na szóstym miejscu. W kadrze narodowej rozegrał 20 spotkań. Dwukrotny mistrz Łotwy w barwach ASK Ryga (1939, 1940).
Uczestnik igrzysk olimpijskich w Berlinie (1936). W pierwszej rundzie Łotysze pokonali Urugwajczyków (20-17), jednak w drugiej ponieśli porażkę z Kanadyjczykami (23-34). W pojedynku repasażowym przegrali z Polakami 23-28 i odpadli z turnieju, zajmując w nim 15. miejsce (ex aequo z trzema ekipami, które także odpadły w tej części turnieju).
Ukończył wychowanie fizyczne na Uniwersytecie w Tartu. Służył w Legionie Łotewskim, zginął w obozie w Rydze.

## Osiągnięcia
Na podstawie, o ile nie zaznaczono inaczej.
Drużynowe
- Mistrz Łotwy (1939, 1940)

Reprezentacja
- Mistrz Europy (1935)
- Uczestnik:
  - igrzysk olimpijskich (1936 – 15. miejsce)[2]
  - mistrzostw Europy (1935, 1937 – 6. miejsce)